# Musique électronique
 (juin 2011).
 (mars 2015).
Si vous disposez d'ouvrages ou d'articles de référence ou si vous connaissez des sites web de qualité traitant du thème abordé ici, merci de compléter l'article en donnant les références utiles à sa vérifiabilité et en les liant à la section « Notes et références ».
Genres dérivés
Ambient, drone, dub, EDM, IDM, hip-hop, new age, new wave, EBM, neo soul, musique bruitiste, musique psychédélique, pop alternative, synthpop, synthedelia
La musique électronique est un groupe de genres musicaux dont la particularité est d'être générée essentiellement par des instruments électroniques de type synthétiseurs, claviers ou orgues électroniques, et dans laquelle le son tient une place prépondérante dans le processus de composition. Elle émerge dans les années 1950 lorsque les instruments électroniques se développent, dans le même temps que les techniques de studio pour l'enregistrement et le traitement du son. Avant de pouvoir être générée en temps réel (voire informatique musicale), la musique électronique fait appel aux techniques de studio et d'enregistrement sur bande magnétique, permettant aux compositeurs de manier et combiner les sons, par exemple en confectionnant des boucles répétitives superposées, etc. Des précurseurs ont pu ainsi bénéficier de studios spécialement équipés, comme Pierre Schaeffer pour sa « musique concrète », où la démarche de composition part du matériau sonore, traité et manipulé de façon créative, et non pas de notes écrites sur une partition destinée à être interprétée.

## Terminologie
Le terme de « musique électronique » est devenu au fil du temps trop large pour désigner un genre musical spécifique. Il part à l'origine des musiques électroacoustiques expérimentales et souvent élitistes de compositeurs ayant reçu une formation académique en conservatoires, universités ou centre de recherches. La démocratisation des instruments électroniques permet la connexion entre cette branche avant-gardiste et la musique populaire, et donc la popularisation d'une musique électronique plus accessible à l'aube des années 1970. Dans les années 1980, les instruments électroniques sont désormais abondamment utilisés dans les productions musicales de toutes catégories (variété, pop, rock, jazz, etc.), ce qui débouche inévitablement sur de nouveaux genres de musique électronique très typés, comme la techno par exemple.

### Genres
La musique électronique, en particulier au cours des années 1990, donne naissance à tellement de genres et sous-genres et de styles différents qu'ils sont trop nombreux pour être cités ici. Même si on ne peut parler de frontières rigides ou clairement définies, on peut cependant sommairement identifier de manière non-extensive quelques familles :
- genres ou styles contemporains : électroacoustique ou acousmatique, musique pour bande, concrète et improvisée ;
- genres ou styles expérimentaux : krautrock, musique planante, nu jazz, rock progressif, new wave, cold wave, post-rock, industriel, electro, electronica, intelligent dance music et turntablism, witch house ;
- genres ou styles consacrés à la danse : nu-disco, house, deep house, Chicago house, acid house, techno, techno de Détroit, techno minimale, house progressive, acid techno, EBM, breakbeat, drum and bass, jungle, makina, hardstyle, hardcore, Frenchcore, Acidcore, speedcore, hardtechno, tribe, terrorcore, trance, trance psychédélique, garage house, ghetto house, guetto techno, freestyle, new beat, dance, dream house, fidget house, dutch house, jumpstyle, future bass ;
- genres ou styles dit de chill-out : ambient, downtempo, dub, illbient, trip hop, chillstep.

## Histoire

### Origines

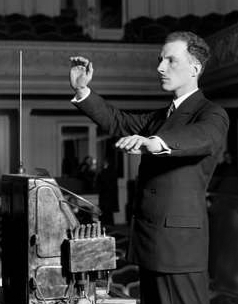
Léon Thérémine en 1927.

L'idée de concevoir des instruments électriques et électroniques remonte au XIXe siècle, elle germe dans l'esprit d'inventeurs désireux d'appliquer au domaine du son et de la musique les innovations technologiques permises par l'électricité. Les premiers instruments ont été le fruit de recherches souvent longues qui visaient à élargir l’instrumentarium orchestral, à créer de nouveaux timbres ou à imiter celui d'instruments existants. Citons pour mémoire : l'electromusical piano et la harpe électrique d’Elisha Gray et Alexander Graham Bell (1876), le singing arc de William Duddell (1899), le telharmonium (ou dynamophone) de Thaddeus Cahill (1900), l’ætherophone ou thérémine de Léon Thérémine (1920) et l’électrophon ou sphärophon de Jörg Mager (de) (1921). Ces instruments de la lutherie électronique naissante tiraient tous parti des tubes électroniques et étaient souvent très encombrants, limités dans leurs possibilités sonores et difficiles à jouer ou utiliser sans bien connaitre la machine, ce qui ne favorisait pas les perspectives commerciales.
Les musiciens les plus curieux se sont intéressés peu à peu à ces nouveaux instruments et les compositeurs se sont mis à écrire des parties spécifiques destinées à être interprétées par ceux-ci, notamment le thérémine dont la transportabilité et la sonorité chantante qui se mariait bien avec les instruments acoustiques classiques constituaient un atout. La compositrice germano-américaine Johanna Magdalena Beyer est considérée comme une pionnière de la musique électronique et synthétique, avec Music of the Spheres, une des premières compositions pour instruments acoustiques et électroniques en 1938.
En 1939, Hammond crée le Novachord, considéré comme le premier synthétiseur polyphonique au monde.

### Studios
Au milieu du XXe siècle, les premières recherches musicales expérimentales s'appuient sur le matériel des divers laboratoires de musique et les techniques d’enregistrement radiophoniques qui sont détournés de leur fonction première. C'est à cette époque que se sont constituées dans les studios d'enregistrement et dans les institutions musicales (notamment les radios) des entités spécialisées dirigées par des musiciens techniciens et consacrées à la recherche sonore et la musique électronique. En 1951, Herbert Eimert prend ainsi en charge le studio de musique électronique de la WDR à Cologne ; Pierre Schaeffer transporte son Club d’essai (devenu GRMC, Groupe de Recherche de Musique Concrète) et s’installera en 1958 à la Radiodiffusion-télévision française (R.T.F.) à Paris ; Luciano Berio et Bruno Maderna fondent ce qui, en 1955, deviendra le studio de phonologie de la Radiotelevisione Italiana (RAI) à Milan. Dans les radios européennes, à Stockholm, à Helsinki, à Copenhague et à la BBC à Londres, se mettent aussi sur pied des studios de ce type.
Le BBC Radiophonic Workshop est l’atelier de création sonore de la BBC, où travaillent les compositrices Delia Derbyshire (également directrice adjointe de la BBC) et Daphne Oram. Daphne Oram quittera l'atelier pour créer son propre studio en 1959, Oramics Studios for Electronic Composition, où elle développe une machine, Oramics, permettant de générer des sons électroniques, retravaillés par la suite sur bande magnétique.
Aux États-Unis, Vladimir Ussachevsky et Otto Luening débutent également en 1951 les travaux de leur centre rattaché en 1955 à l’Université de Colombia, puis inauguré en 1959 sous le nom de Columbia Princeton Electronic Music Center (C.P.E.M.C.). Les subsides de l’université leur permettent d’acquérir des synthétiseurs RCA. En 1956, après avoir ouvert à New York un studio d'enregistrement sur bande magnétique très couru par les musiciens d'avant-garde, Bebe et Louis Barron produisent la première bande originale de film entièrement composée électroniquement : il s'agit de Planète interdite produit par la Metro-Goldwyn-Mayer (MGM). Des recherches sont également entreprises au studio de sonologie d’Utrecht à partir de 1961, et dans les années 1970 le studio de Stockholm (E.M.S.) réalise des recherches d’interfaces pour musicien (appelées « synthèse hybride »).
Le matériau musical récupéré par ces chercheurs est de plus en plus diversifié et sa maniabilité permet aux compositeurs de se libérer progressivement de son inertie propre. En conséquence, leurs exigences augmentent. Dès les premiers balbutiements de cette expression musicale, les compositeurs se prennent au jeu d’une écriture en conformité avec cette nouvelle technique, qui marierait le plus agréablement possible les critères physiques et les critères esthétiques du matériau sonore devenu musical. Libérée de l'exécution instrumentale en direct, la représentation peut s’attacher à l’effet plus que la source, pour composer en fonction de la phénoménologie du son. C’est pourquoi les compositeurs recherchent la possibilité d’extraire de la technologie une nouvelle liberté d’écriture, une nouvelle liberté de choix dans les éléments constitutifs de l’expression et une prise en compte des problèmes de composition et de leur résolution formelle.
La génération des années 1960 se dégage un peu des tendances de l’écriture musicale d’après-guerre et définit une nouvelle forme musicale liée aux nouveaux instruments pour permettre l’émergence de musiques nouvelles. La synthèse sonore sort également des laboratoires et séduit les institutions publiques et privées tournées vers l’expérimentation musicale. Les compositeurs de la génération des années 1970 seront aidés par le développement commercial et la démocratisation des synthétiseurs et autres instruments électroniques.

### Musique électroacoustique
En 1952, Karlheinz Stockhausen compose Konkrete Étude au Club d’Essai de Pierre Schaefer. Mais c’est en 1953 et 1954 qu’il réalise les premières œuvres de musique de synthèse avec Elektronische Studie I et II. À la fin des années 1950, la musique électronique évolue vers un traitement conjoint de sons concrets (musique concrète) et de sons électroniques (musique électronique) pour donner ce qui se nomme dès lors la musique électroacoustique. C'est dans ce contexte que sera créée l'œuvre Gesang der Jünglinge, par Karlheinz Stockhausen, à Cologne le 30 mai 1956. Cette œuvre mêle des voix d’enfants démultipliées et des sons électroniques dispersés dans l’espace. Elle est conçue pour cinq groupes de haut-parleurs répartis géographiquement et permettant de construire une polyphonie spatialisée. Karlheinz Stockhausen peut-être considéré comme le premier grand compositeur de musique électronique. Il a exercé une grande influence sur les compositeurs des générations suivantes, et beaucoup de musiciens de pop music se réclament de lui.
Pierre Henry est un compositeur français de musique électroacoustique né le 9 décembre 1927 à Paris. Il est connu du grand public pour le morceau Psyché Rock de la suite de danses Messe pour le temps présent. Ce morceau, plus accessible au grand public du fait de sa partie instrumentale rock, n'est toutefois pas forcément représentatif de son œuvre musicale, ou de son approche musicale en général.

### Des années 1950 aux années 1980

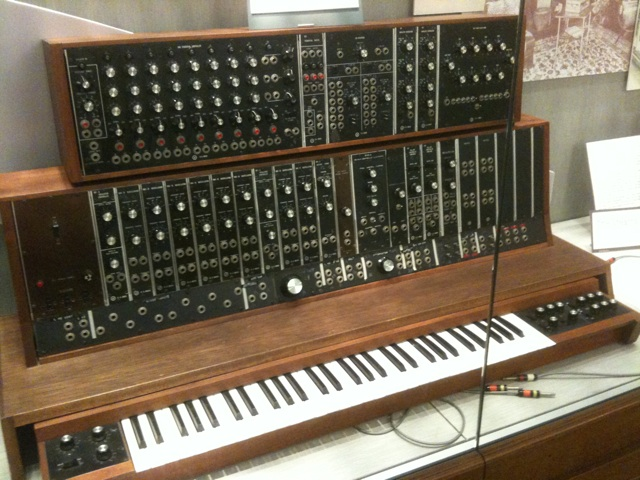
Moog Modular de 1964.

Les années 1954-1955 marquent une des premières étapes importantes vers un nouveau procédé de production musicale électronique : la commande directe en temps réel d’un équipement de synthèse sonore qui annonce les premiers véritables synthétiseurs (electronic music synthesizer) : le RCA Mark 1 suivi en 1958-1959 par le Mark II. Ces appareils sont imaginés et construits par Harry F. Olson et Herbert Belar. Ils équiperont par la suite le studio de l'C.P.E.M.C. où Milton Babbitt, qui avait obtenu des crédits élevés par l'Université, les adoptera pour créer et développer sa technique d’écriture complexe et mathématisée (Composition for Synthesizer et Vision and Prayer pour soprano et sons de synthèse composés en 1961 et Songs of Philomel en 1964). D'autres projets entre chorégraphe et compositeur sont créés tels qu'en 1942 le ballet de Merce Cunningham sur la musique de John Cage. En 1960 à Stony Point, John Cage compose Cartridge Music, une des premières œuvres de musique électronique jouée en direct. Des têtes de lecture de phonographes étaient utilisées comme transducteurs pendant la production de l’œuvre et non plus par l’intermédiaire de l’enregistrement sur bande.
Les recherches pour concevoir un synthétiseur électronique facile à jouer menées indépendamment par plusieurs ingénieurs aboutissent au début des années 1960. En 1962, grâce à une bourse obtenue à la Fondation Rockefeller, le compositeur de musique électronique Morton Subotnick et son associé Ramon Sender emploient l'ingénieur électrique Don Buchla afin de construire une « boîte noire » à composition. Subotnick décrit son idée de la façon suivante : « Notre idée était de construire une boîte noire qui serait la palette du compositeur à la maison. Cela serait leur studio. L'idée était de la concevoir de telle sorte que ce soit comme un ordinateur analogique. Ce n'était pas un instrument de musique mais cela permettrait des modulations… Ce serait une batterie de modules de générateur d'enveloppes à tension asservie et cela aurait des séquenceurs directement inclus… Ce serait une batterie de modules que tu pourrais assembler. Il n'y avait pas de machines qui lui étaient comparables jusqu'à ce que CBS l'achète… Notre but était que ça soit moins de 400 $ pour le tout et nous sommes arrivé assez près de cela. C'est pourquoi l'instrument d'origine pour lequel j'ai récolté des fonds valait moins de 500 $[réf. nécessaire]. »
Un autre synthétiseur facile à jouer, le premier à utiliser un clavier comme celui du piano, est le fruit du travail de Robert Moog. En 1964, celui-ci invite le compositeur Herbert Deutsch à passer le voir à son studio de Trumansburg. Moog avait rencontré Deutsch l'année précédente et, après avoir écouté sa musique, il décida de suivre la suggestion du compositeur de concevoir de nouveaux modules pour créer des sons électroniques. Lorsque Deutsch lui rend visite en 1964, Moog vient de mettre au point les prototypes de deux oscillateurs contrôlés en tension. Deutsch joue avec les appareils pendant quelques jours et Moog trouve ses expérimentations tellement intéressantes musicalement qu'il construit un filtre également contrôlé en tension. Plus tard, en septembre, alors que Moog est invité à la convention AES (Audio Engineering Society, société d'ingénierie sonore) où il présente une conférence sur « Les modules de la musique électronique », il vend ses premiers modules de synthétiseur au chorégraphe Alwin Nikolais. Avant la fin de cette convention, Moog, qui construisait jusque là des thérémines, était entré de plain-pied dans le marché du synthétiseur.
Également en 1964, Paul Ketoff, un ingénieur du son pour la RCA Italiana de Rome contacte William O. Smith, directeur du studio de musique électronique de l'Académie américaine de la ville, en lui proposant de concevoir pour le studio de l'Académie un petit synthétiseur qui serait facile à jouer. Après consultation avec Otto Luening, John Eaton et d'autres compositeurs résidant à l'Académie à l'époque, Smith accepte la proposition et Ketoff a pu livrer son synthétiseur Synket (pour Synthesizer Ketoff) au début de 1965.
L'une des contributions les plus importantes du développement de la musique électronique sera celle de Max Mathews qui réalise, en 1957 le premier son numérique, obtenu par calcul. C'est le début d'une grande aventure qui scellera les noces de la musique et de l'informatique. Dans les laboratoires de l'université de Stanford, les travaux de Mathews seront vite suivis par ceux John Chowning (qui invente le procédé de synthèse par modulation de fréquence) et du compositeur français Jean-Claude Risset. Un autre pas décisif est ensuite franchi par le physicien italien Giuseppe di Giugno (en), qui réalise au début des années 1980 à l'Ircam la première machine numérique en temps réel : la 4X. L'idée en est qu'une machine peut être différente suivant les types de programmes qu'elle exécute. La musique électronique en temps réel va dès lors s'imposer et même irriguer le monde des musiques populaires et commerciales. À la fin des années 1980, Miller Puckette écrit le logiciel Max (en hommage à Max Mathews) devenu depuis Max-Msp qui va vite s'imposer comme un standard. Il va collaborer avec le compositeur français Philippe Manoury sur un cycle d’œuvres (Jupiter, Pluton, Neptune, La Partition du Ciel et de l’Enfer, En écho, etc.) qui intègrent un suivi automatique de partitions ainsi que différents modèles d’interactions en temps réel entre instruments acoustiques et systèmes électroniques.

### Incorporation dans la musique populaire
Même si la musique électronique a vu le jour dans le monde de la musique « savante », elle est entrée par la suite dans la culture populaire avec des degrés d'enthousiasme différents. Une des premières signatures électroniques apparait à la télévision britannique pour le thème de l'émission Doctor Who en 1963. Elle est créée par Ron Grainer et Delia Derbyshire, à la BBC Radiophonic Workshop (en). En discographie, l'Anglais Joe Meek produit en 1962 pour le groupe The Tornados une œuvre de musique électronique populaire très en avance sur son temps qui rencontre un succès mondial : Telstar. Ce titre instrumental futuriste marque autant pas sa mélodie que par le son électronique du Clavioline particulièrement mis en valeur.
À la fin des années 1960, Walter Carlos a l'idée originale d'exécuter des partitions classiques entièrement au synthétiseur. Il en résulte deux albums : Switched-On Bach et The Well-Tempered Synthesizer, qui reproduisent des pièces de musique baroque à l'aide d'un synthétiseur modulaire Moog générant un timbre adapté pour chaque partie. L'instrument, dont les modules se connectent avec des câbles, n'ayant pas de mémoire et étant monophonique, la démarche nécessite un travail considérable car chaque sonorité doit être programmée manuellement pour ensuite être enregistrée sur une piste de magnétophone avant de passer à la suivante. En 1969, George Harrison a introduit le Moog dans la musique rock en l'utilisant d'abord dans son album Electronic Sound réalisé en 1969, puis avec Abbey Road des Beatles. En 1972, le musicien japonais Isao Tomita produit son premier album Switched-On Rock - (Electric Samurai), inspiré par le travail de Walter Carlos. Mais c'est son album suivant, Snowflakes are Dancing, sur lequel il reproduit des pièces de Claude Debussy qui le lancera vers une carrière dans la musique électronique d'inspiration classique. Malgré l'instabilité en terme d'accordage et l'encombrement du gros Moog, le musicien Keith Emerson n'hésite pas à l'utiliser en tournée avec son groupe Emerson, Lake and Palmer. Le thérémine, un instrument difficile à jouer déjà utilisé depuis quelques décennies pour les musiques de film (et qu'on peut entendre dans la musique du générique du feuilleton britannique des années 2000 Inspecteur Barnaby) était aussi présent dans certaines musiques populaires. Le tannerin ou electro-theremin, un instrument proche du thérémine inventé par le tromboniste Paul Tanner, est utilisé dans la chanson Good Vibrations des Beach Boys. Le Mellotron, très en vogue dans les années 1960, est utilisé dans la chanson Strawberry Fields Forever des Beatles, tandis qu'une pédale à volume tonal a été utilisée comme instrument d'arrière-plan dans Yes It Is. Une autre pièce musicale connue exécutée avec le thérémine est celle de Jimmy Page, le guitariste et fondateur de Led Zeppelin, dans la chanson Whole Lotta Love.
En 1970, le compositeur et jazzman Gil Mellé, pour le film Le Mystère Andromède de Robert Wise, réalise une bande originale à partir d'appareils électroniques qu'il a lui-même modifiés et arrangés. Au fur et à mesure des avancées technologiques et de la démocratisation des synthétiseurs avec une offre de modèles légers et compacts adaptés pour la scène, ces nouveaux instruments qui permettent d'élargir la palette sonore traditionnelle séduisent de plus en plus de groupes rock. Des exemples de ces utilisateurs précurseurs dans la musique rock sont des groupes tels que United States of America, Silver Apples et Pink Floyd. Suivant les morceaux une partie plus ou moins importante des sons pouvait dépendre du synthétiseur. Sur l'album The Dark Side of the Moon de 1973, Pink Floyd signe notamment un titre entièrement électronique, On the Run, avec principalement les synthétiseurs EMS Synthi AKS et Synthi VCS 3. 
Plusieurs pianistes de jazz importants, notamment Herbie Hancock, Chick Corea, Joe Zawinul de (Weather Report) et Jan Hammer (avec Mahavishnu Orchestra), commencent à jouer des synthétiseurs dans leurs enregistrements de jazz fusion dès les années 1972-1974. Les pièces I Sing the Body Electric de Weather Report et Crossings d'Herbie Hancock utilisent des synthétiseurs, parfois plus à des fins d'effet sonore qu'en tant qu'instruments mélodiques. Le synthétiseur s'impose progressivement comme instrument soliste dans le jazz fusion (voir les albums Sweetnighter de Weather Report et Head Hunters de Herbie Hancock). Chick Corea et Jan Hammer ont rapidement suivi le pas en développant chacun une façon unique de jouer du synthétiseur, avec des effets de slide, vibrato, ring modulators, distorsion et wah-wah. Plus tard dans les années 1980, Herbie Hancock sortira l'album à succès Future Shock, en collaboration avec le producteur Bill Laswell, sur lequel figure la pièce très électronique Rockit.

### Années 1970
Dans les années 1970, les synthétiseurs commencent à être utilisés par les musiciens de tous horizons, qui intègrent ces instruments dans leur musique, mais le plus souvent par petites touches comme un ingrédient supplémentaire en les adaptant à leur genre ou style musical, donc sans forcément en faire un instrument principal. Cependant, peut-être stimulés par le succès des disques de Carlos et plus encore du morceau Popcorn de Gershon Kingsley en 1972, certains artistes vont complètement changer de direction après avoir acquis des synthétiseurs et saisi leur potentiel. Ils vont ainsi conceptualiser avec ces instruments une musique électronique personnelle. Ce mouvement apparait en Europe et spécialement en Allemagne avec des artistes issus du courant Krautrock et déjà influencés par la musique électroacoustique des années 1950. À Berlin-Ouest, le groupe Tangerine Dream ainsi que Klaus Schulze, également influencés au départ par l'univers sonore de Pink Floyd, se tournent vers les instruments électroniques et les synthétiseurs pour créer de la « musique planante » (également appelée à l'époque « musique cosmique ») avec un soin apporté à la création de textures sonores originales s'étirant sur des morceaux de durée assez longue. Tangerine Dream se distingue par l'utilisation intensive du séquenceur manipulé en direct pilotant des synthétiseurs modulaires sur fond de nappes de mellotron (à partir de l'album Phaedra en 1974). Popol Vuh est également de ceux qui ont suivi cette voie de la musique électronique planante à l'époque, tout comme le guitariste berlinois Manuel Göttsching, qui a fait ses débuts en groupe en 1970 avec Schulze et qui épouse le style de musique électronique né dans sa ville. Dans le même temps du côté de Düsseldorf, le groupe Kraftwerk tourne radicalement le dos au krautrock pour créer (à partir de l'album Autobahn) une musique conceptuelle électronique, mélodique et très structurée, unique et épurée, avec des textes chantés au vocodeur et des rythmes marqués, pour illustrer des thèmes plus terre-à-terre (transports, technologie, robotique...). En France, c'est d'abord Jean-Michel Jarre (fils du compositeur Maurice Jarre) qui prend le sillage des Allemands avec ses albums Oxygène (1976) et Équinoxe (1978) qui contribueront à populariser la musique électronique. Très vite suivent des groupes français qui connaîtront également le succès comme Space Art et Space, ce dernier ayant la particularité de produire de la musique électronique disco, de même que Cerrone sur son album Supernature. Le Grec Vangelis, ancien membre des Aphrodite's Child, se lance également dans l'aventure électronique conceptuelle après son installation à Londres au milieu de la décennie (albums Albedo 0.39, Spiral...), tout comme l'artiste et producteur italien installé à Munich Giorgio Moroder (album From Here to Eternity, bande originale du film Midnight Express). À la fin des années 1970 de nombreux groupes influencés par ces pionniers émergent et connaitront à leur tour le succès dans les années 1980 lorsque les sous-genres commenceront à être définis (New wave, Synthpop, etc.).

### Années 1980
À cette époque, l'innovation dans le développement des instruments de musique électronique s'accélère et voit arriver les synthétiseurs numériques ainsi que les premiers synthétiseurs-échantillonneurs. Ces derniers sont particulièrement chers mais ont des capacités de production exceptionnelles qui en font des pièces maitresses dans un studio. C'est le cas des Fairlight C.M.I. et New England Digital Synclavier, instruments coutant plus de 75 000€ (100 000 dollars). Dès le milieu des années 1980 cependant, l'arrivée des échantillonneurs plus simples et à prix modique rend la technologie accessible à plus de musiciens.
Grâce aux synthétiseurs et autres boîtes à rythmes, et fortement influencés par les pionniers des années 1970, des groupes et des musiciens tels que Laurie Anderson, Deutsch-Amerikanische Freundschaft (D.A.F.) , Ultravox, Gary Numan, The Human League, Landscape[Lequel ?], Visage, Daniel Miller, Heaven 17, Eurythmics, John Foxx, Thomas Dolby, Orchestral Manoeuvres in the Dark, Yazoo, Erasure, Klaus Nomi, Alphaville, Art of Noise, Yello, Pet Shop Boys, Depeche Mode et New Order ont pu développé de nouvelles manières de faire de la musique. Fad Gadget (Frank Tovey) est cité comme le père de la new wave, bien qu'Ultravox, The Normal (Daniel Miller), The Human League et Cabaret Voltaire ont tous produit des singles de ce genre avant Fad Gadget.
Les bruitages que permettent de réaliser les synthétiseurs et les échantillonneurs contribuent à la formation du genre de la musique industrielle, dont les pionniers sont Throbbing Gristle (en 1975), Wavestar, Esplendor Geométrico et Cabaret Voltaire. Des musiciens comme Nine Inch Nails en 1989, KMFDM et Severed Heads prennent pour modèle les innovations de la musique concrète et de l'art acousmatique, et les appliquent à la musique dance et rock. D'autres groupes, tels que Test Department et Einstürzende Neubauten, ont pris ces nouveaux sons pour en créer des compositions électroniques bruitistes. D'autres groupes encore, tels que Robert Rich, Zoviet France et Rapoon créent des environnements sonores en utilisant les bruits synthétisés. Enfin, d'autres encore, tels que Front 242 et Skinny Puppy combinent cette aridité sonore à la musique pop et dance, créant ainsi l'electronic body music (EBM). Pendant ce temps, des musiciens de dub, tels que le groupe de funk industriel Tackhead, le chanteur Mark Stewart et d'autres musiciens du label On-U d'Adrian Sherwood intègrent l'esthétique industrielle et de la musique bruitiste à la musique sur bande et les samples. Cela ouvre la voie pour une large part de l'intérêt qui a été porté à la musique dub dans les années 1990, dans un premier temps avec des groupes tels que Meat Beat Manifesto et plus tard les producteurs de downtempo et de trip hop Kruder und Dorfmeister.

### Depuis les années 1990
Le développement de la musique house à Chicago, des sons techno et electro à Détroit dans les années 1980 et, plus tard, le mouvement acid house de Chicago et de la scène anglaise de la fin des années 1980 et du début des années 1990 ont tous contribué au développement et à la diffusion de la musique électronique. Parmi les artistes House qui ont influencé le genre, il convient de citer Frankie Knuckles, Marshall Jefferson, Jesse Saunders, Larry Heard, Kerri Chandler ou encore les Masters at Work.
Pour l'electro et la techno, Aphex Twin, Juan Atkins, Derrick May, Kevin Saunderson, Carl Craig, Richie Hawtin, les Daft Punk ou encore le collectif Underground Resistance à l'origine formé de Mad Mike, Jeff Mills et Robert Hood. Sorti en 2000, l'album Kid A de Radiohead marque les esprits par sa nature très électronique pour un groupe ayant jusque-là bâti son succès sur une musique rock[réf. nécessaire].
Au début des années 1990, la techno hardcore, un genre musical inspiré de la techno, du breakbeat, de l'EBM et de la new beat, émerge aux Pays-Bas et en Allemagne. Le genre recense plusieurs autres genres et sous-genres comme le gabber, la makina, le happy hardcore et le speedcore, notamment.